# Kevelaer
Kevelaer est une ville de Rhénanie-du-Nord-Westphalie (Allemagne), située dans l'arrondissement de Clèves, dans le district de Düsseldorf à six kilomètres de la frontière néerlandaise. Elle est notamment connue pour être un lieu de pèlerinage catholique important du nord-ouest de l'Europe.

## Généralités
La ville de Kevelaer est située dans la plaine du Bas-Rhin, au centre de l'arrondissement de Clèves. Plusieurs cours d'eau, dont la Niers traversent la zone urbaine. Elle est membre d'un regroupement intercommunal germano-néerlandais appelé l'Euregio Rhein-Waal.
La première preuve de l'existence d'une colonie dans la ville de Kevelaer remonte à l' âge du fer (environ 800 avant J.-C.). Les sédiments d'un système de puits préhistorique ainsi que des découvertes d'urnes en témoignent. Le général romain Jules César donne les premières informations écrites sur les habitants de cette région dans sa description de la guerre des Gaules (58–51 av. J.-C.). Il les appelle les Ménapiens, tribu de la Gaule belge,  installée entre la mer du Nord et le Rhin. Le lieu a été fondé à l'époque mérovingienne, comme en témoignent des restes gravées du VIe siècle découverts dans les années 1960.
Le nom de Kevelaer est mentionné pour la première fois dans un certificat de vente d'habitation le 10 mai 1300. À cette époque, Kevelaer se composait de fermes et de chalets et appartenait en grande partie au monastère de Xanten et au monastère de Graefenthal.
En 1756, Kevelaer est devenu un village de plus de 100 maisons. La liaison ferroviaire entre Krefeld et Clèves créée en 1863 va accélérer le développement de la zone urbaine, augmenter le nombre d'habitants et faciliter la venue des pèlerins. La ville, dans sa forme actuelle, a été créée le 1er juillet 1969 dans le cadre du premier programme de réorganisation municipale en Rhénanie du Nord-Westphalie.
Trois ans après la fin de la Seconde Guerre mondiale, le premier congrès international du mouvement catholique pour la paix a eu lieu à Kevelaer. La visite de l'évêque français Pierre-Marie Théas a été l'une des premières initiatives largement remarquées pour la réconciliation des peuples entre français et allemands. L'organisation allemande Pax Christi a été officiellement fondée à Kevelaer le 3 avril 1948, suivi par d'autres en 1958, 1973 et 1988, s'élargissant ensuite en véritable « Croisade de prières pour les Nations » avec la création d'un bulletin, des célébrations, des pèlerinages et des réunions en divers lieux et diocèses.

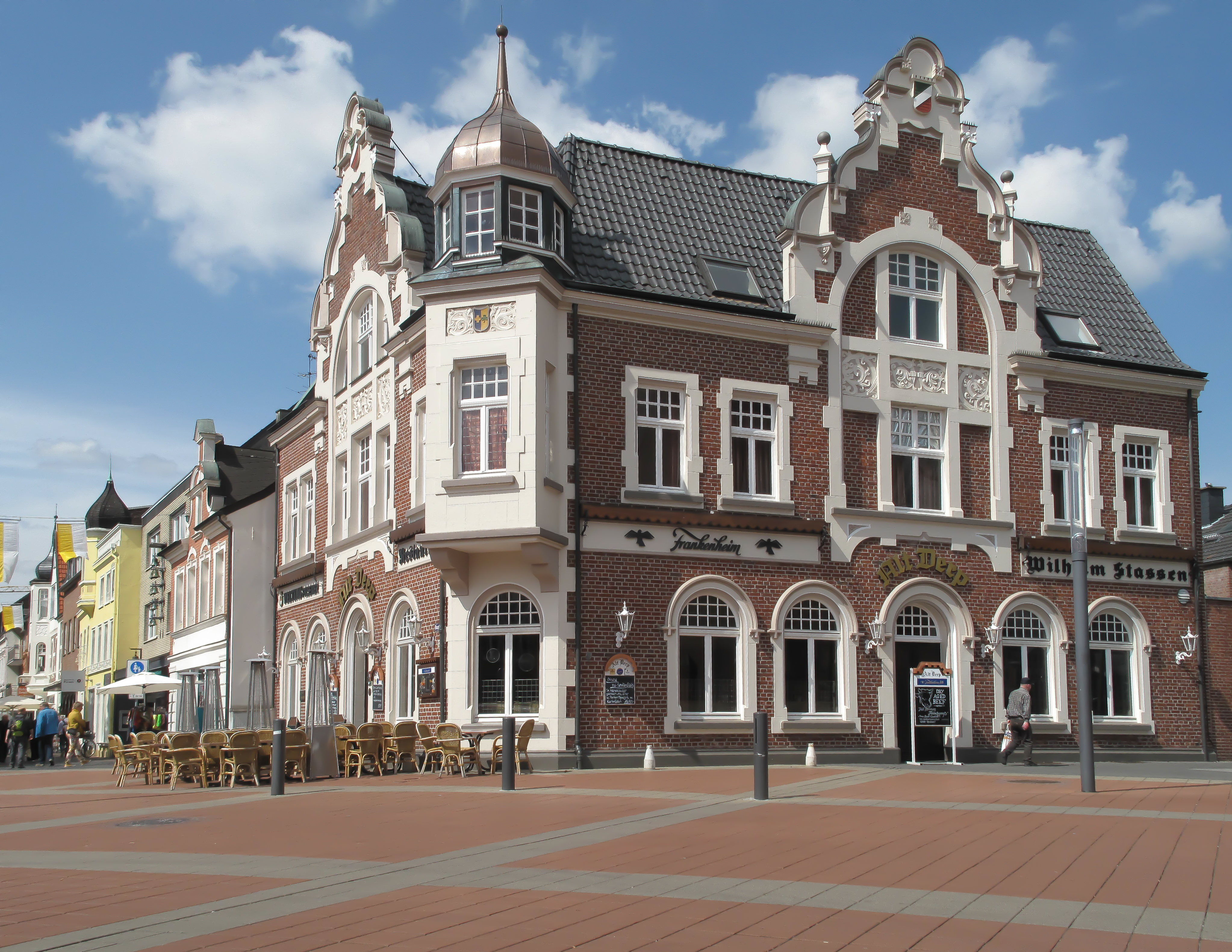
La maison Stassen caractéristique des bâtiments classés des années 1900.
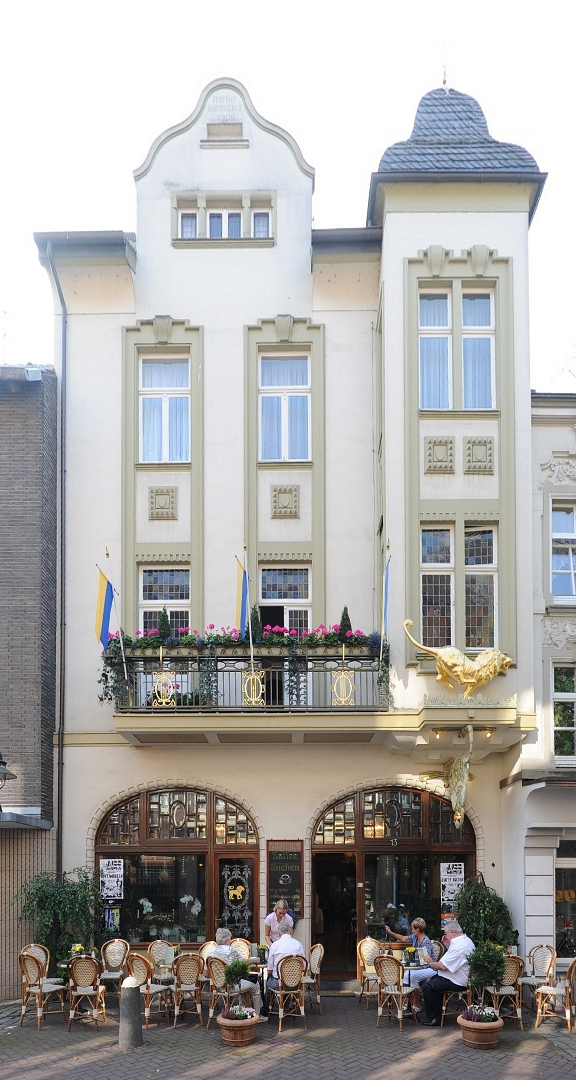
Un hôtel dans le centre-ville proche de la place de la Chapelle (Kapellenplatz).
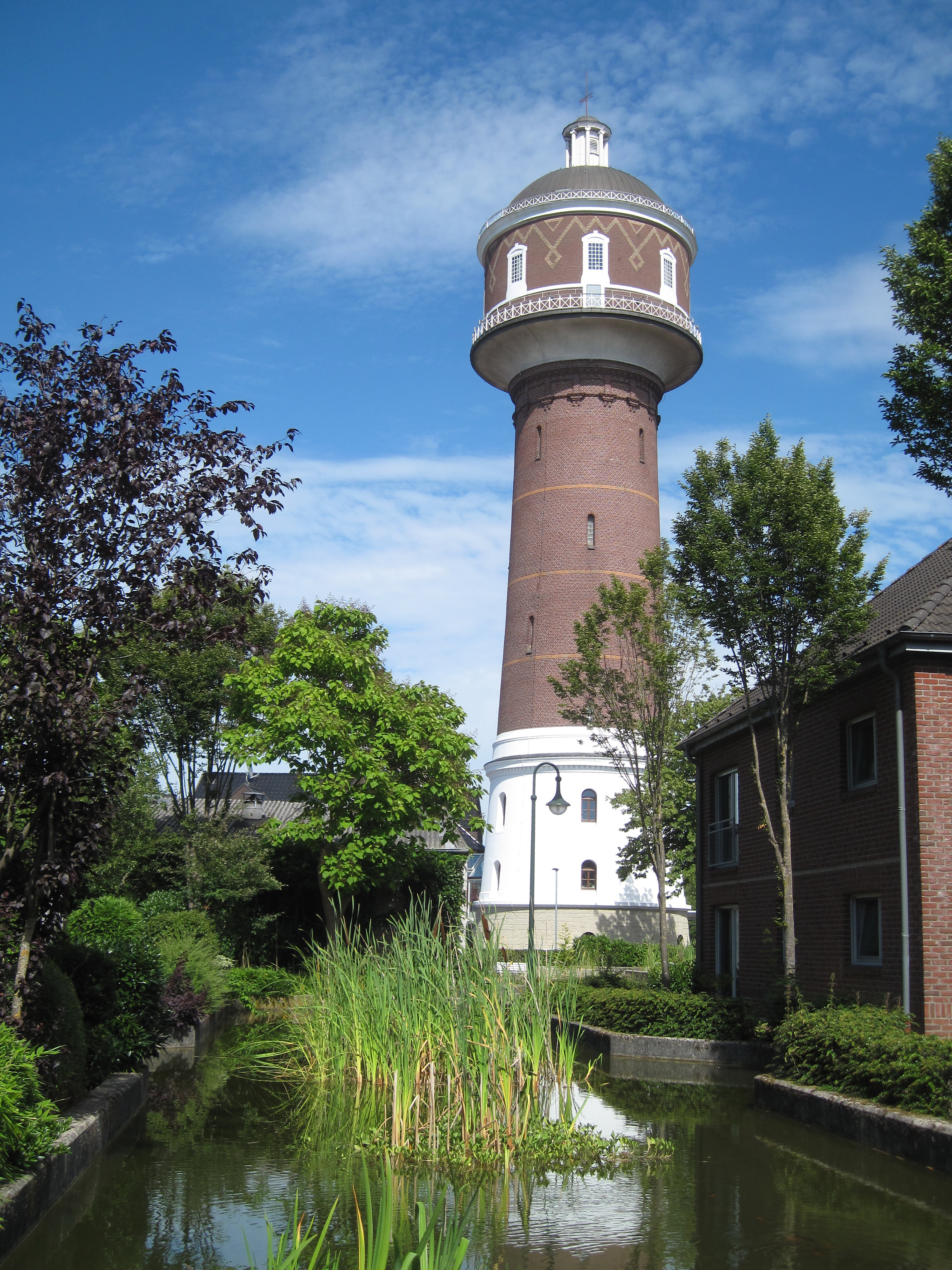
Le château d'eau.
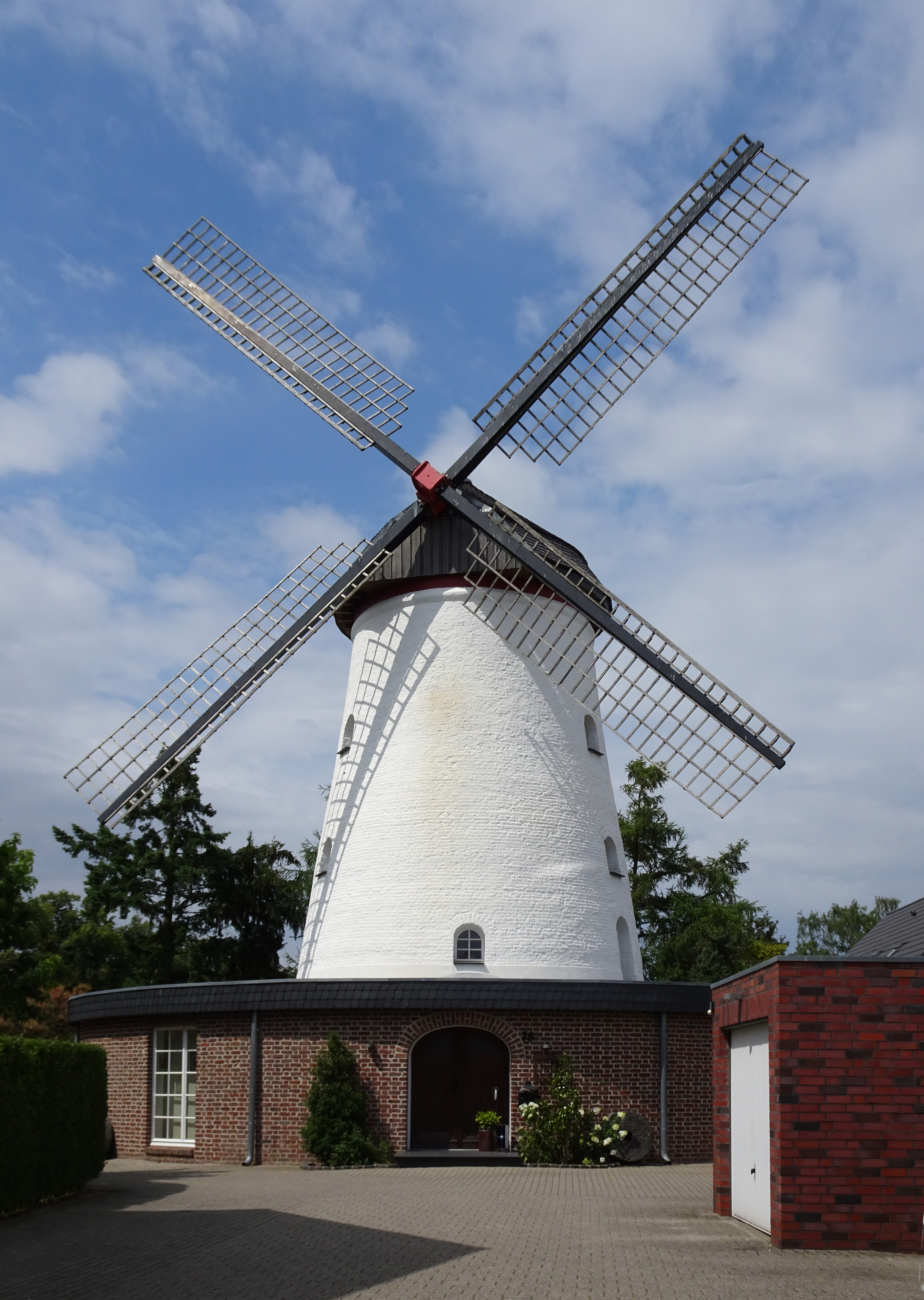
Le moulin à vent de Hermann, 1865.

La ville est jumelée avec Bury St Edmunds, Angleterre, Royaume-Uni, et depuis le 26 Février 1970 avec la ville de Menzel Bouzelfa gouvernorat de Nabeul, Tunisie. 

### Personnalités liées à la commune
- Franz-Peter Tebartz-van Elst (1959-), évêque de Limburg.
- Markus Meurer (1959-), artiste d’art brut.

## Ville de pèlerinage
La ville est l'un des sanctuaires mariaux les plus fréquentés d'Allemagne.
En 1641, la Vierge Marie serait apparue au marchand Hendrick Busman qui lui aurait demandé de construire une chapelle. Ce sanctuaire est érigé dès 1643 et abrite toujours l'image de Notre-Dame du Luxembourg, connue comme la « Consolatrice des Affligés ». Peu après, d'autres chapelles seront construites devenant pour certaines des églises.

L'actuelle basilique Sainte-Marie a été érigée en 1858 et elle a été promue basilique papale en 1923. 
Plusieurs milliers de pèlerins se rendent chaque année dans ce sanctuaire qui a reçu la visite du pape Jean-Paul II le 2 mai 1987. Selon l'Église catholique, une quinzaine de miracles sont attestés et ce dès 1642, dont quatre au XIXe siècle avec des guérisons de paralysie et d'aphasie.

Chaque jour, plus de 100 cierges sont allumés dans la Kerzenkapelle pour la louange à la Vierge Marie et les vêpres du soir qui sont tenues par les frères-maîtres de la confrérie Consolatrix Afflictorum ; il s'agit de 24 hommes qui contribuent à ce que la ville reste un lieu de prière au-delà de la saison des pèlerinages. Pendant la saison hivernale, les différents quartiers veillent à ce qu'un groupe de personnes priantes assiste toujours à ce service. La chapelle des Cierges est le plus ancien lieu de vénération de la ville à la Vierge Consolatrice. 

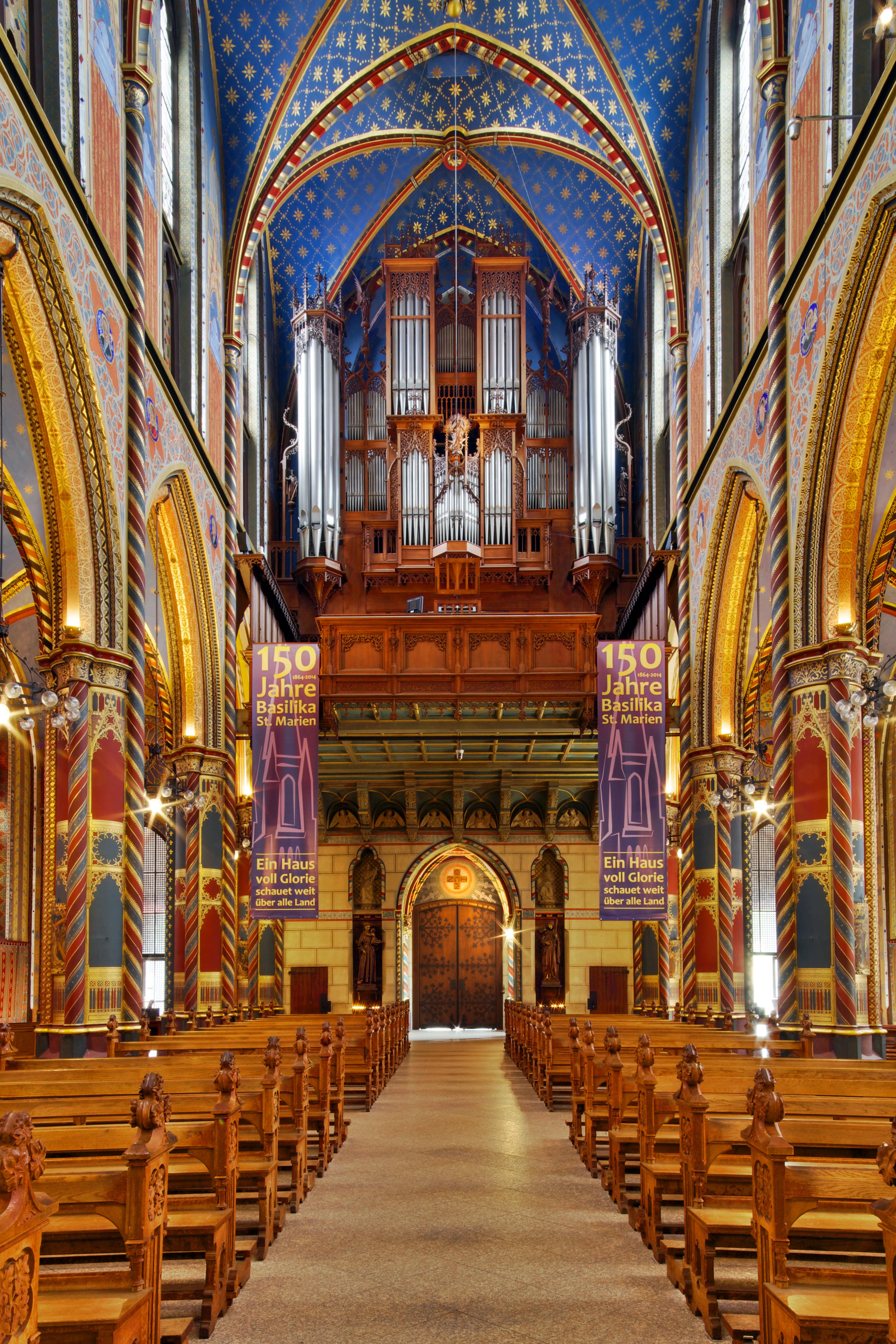
L'orgue de la basilique, l'un des plus grands d'Europe.
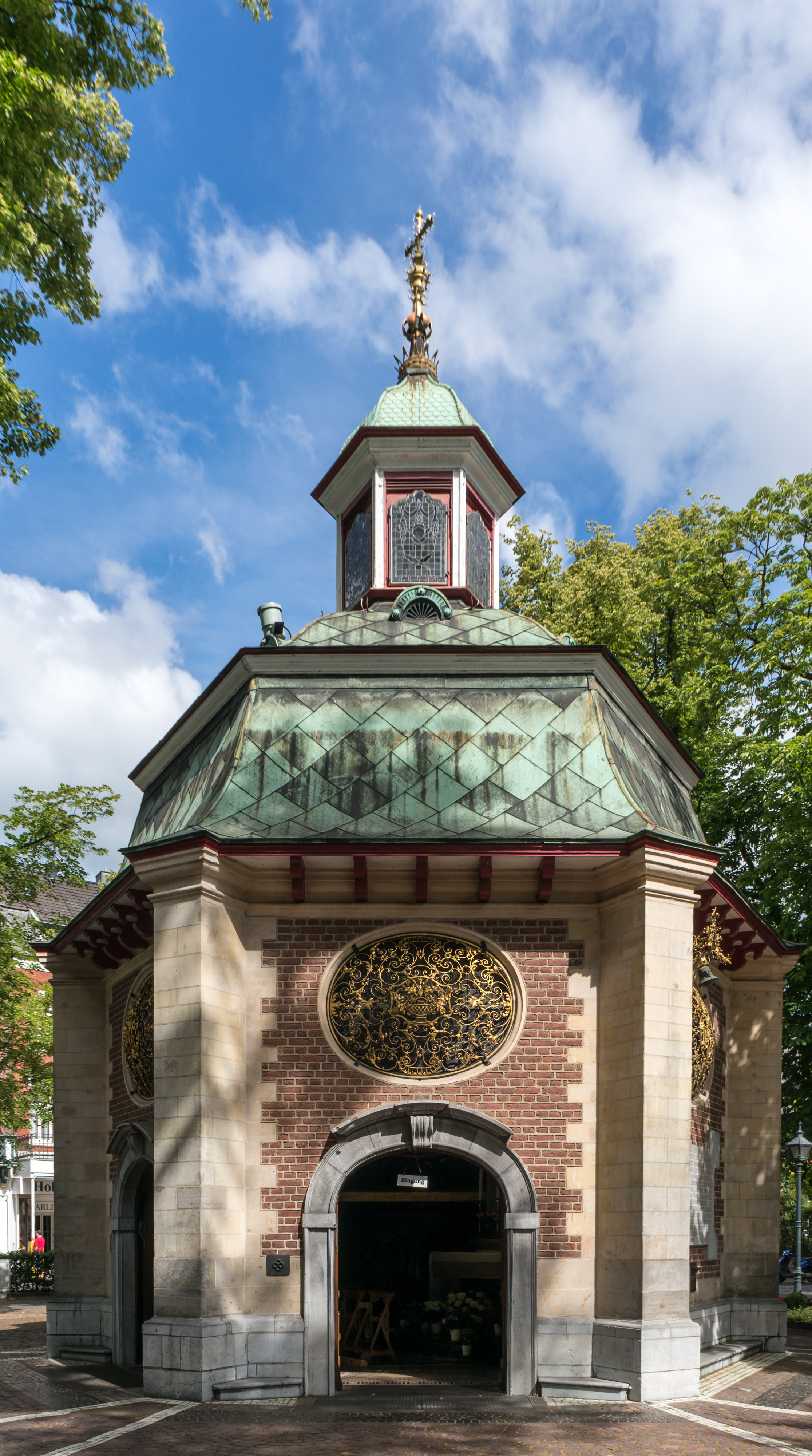
La chapelle dans laquelle est conservée l'image miraculeuse de la Vierge.
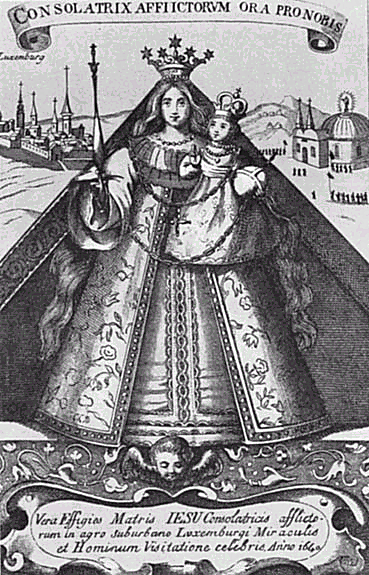
La Vierge Consolatrice des Affligés.
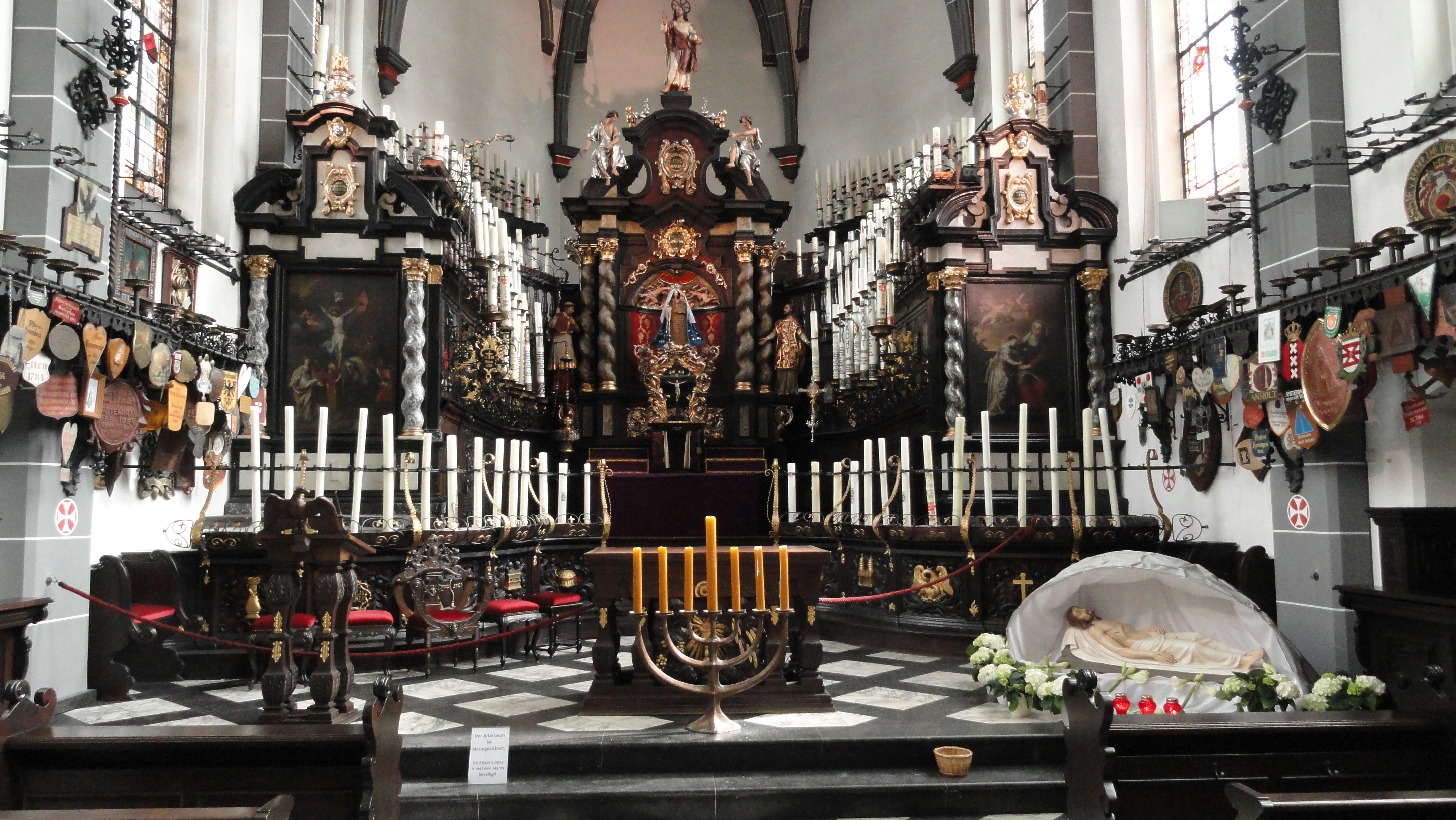
La chapelle des Cierges (Kerzenkapelle).
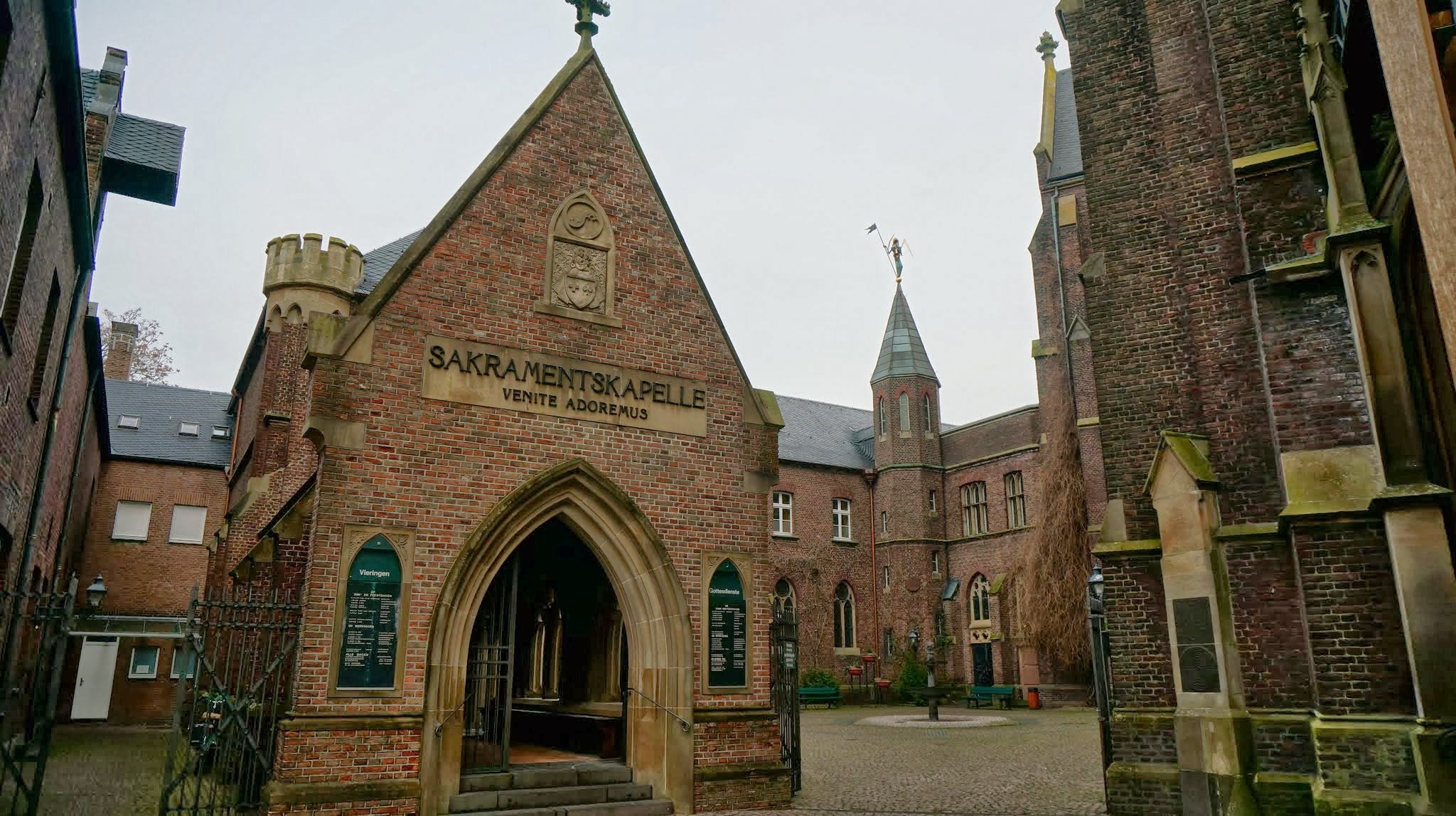
La chapelle de la Sainte-Cène.